# Engelbrecht Marie Stokkenbek
Engelbrecht Marie Stokkenbek, född 1761, död efter 1790, var en tysk-dansk memoarförfattare. 
Engelbrecht Marie Stokkenbek föddes som Ellen Maria Stokkebye, dotter till Anders Erichsen Stokkebye i Hamburg. Familjen var mycket fattig, och efter faderns död 1763 och 1769 försörjde sig syskonen som daglönare och tjänstebud. 
Efter att ha klätt ut sig till man 1781, antog namnet Gottfried Jacob Eichstedt och gick sedan i lära hos en skräddarmästare. När denne avled, lämnade Stokkenbek huset efter att ha blivit uppvaktad av skräddaränkan. 1784 utverkade Stokkenbek framgångsrikt tillstånd av kung Kristian VII att bli skräddarmästare, och har därför kallats Danmarks första kvinnliga skräddarmästare. 
1785 publicerade Stokkenbek sina berömda memoarer, där hon uppgav att hon hade tjänat i de danska husarerna utklädd till man i tre års tid. Memoarerna blev mycket populära och trycktes om flera gånger till in på 1800-talet. 
1 juni 1790 greps Stokkenbek i Odense för att ha inrest och visats i staden utan pass. Efter en tids uppmärksammad utredning sattes Stokkenbek på en båt på väg till sin bror i Holstein. Efter detta hörs inget mer om Stokkenbek.

## Verk
- Det i Mandfolksklæder vidt bereyste Fruentimmer E.M. Stokkenbek, som Skrædersvend, Gottfried Jacob Eichstedt, merkværdige Begivenheder paa hendes Reyser til Lands og Vands, i Danmark, Holland, Tyskland, Bøhmen, Polen og Spanien, indtil hendes sidste Ankomst til Kiøbenhavn, hvor hendes Kiøn blev røbet. Udgivet af hende selv. H. Luckander, Haderslev, 1785.